# آل هوستاك
آل هوستاك (بالإنجليزية: Al Hostak) مواليد 17 يناير 1916 في منيابولس - الوفاة 13 أغسطس 2006 في كيركلاند، كان ملاكم أمريكي سابق صنّف ضمن فئة الوزن المتوسط.

## إحصائيات
خاض خلال مسيرته 84 نزالا، فاز في 64 وتعادل في 11 وخسر في 9. فاز بالضربة القاضية في 41 نزالا.

## روابط خارجية
- آل هوستاك على موقع بوكس ريك (الإنجليزية) (registration required)